# Umundurowanie polowe wz. 93

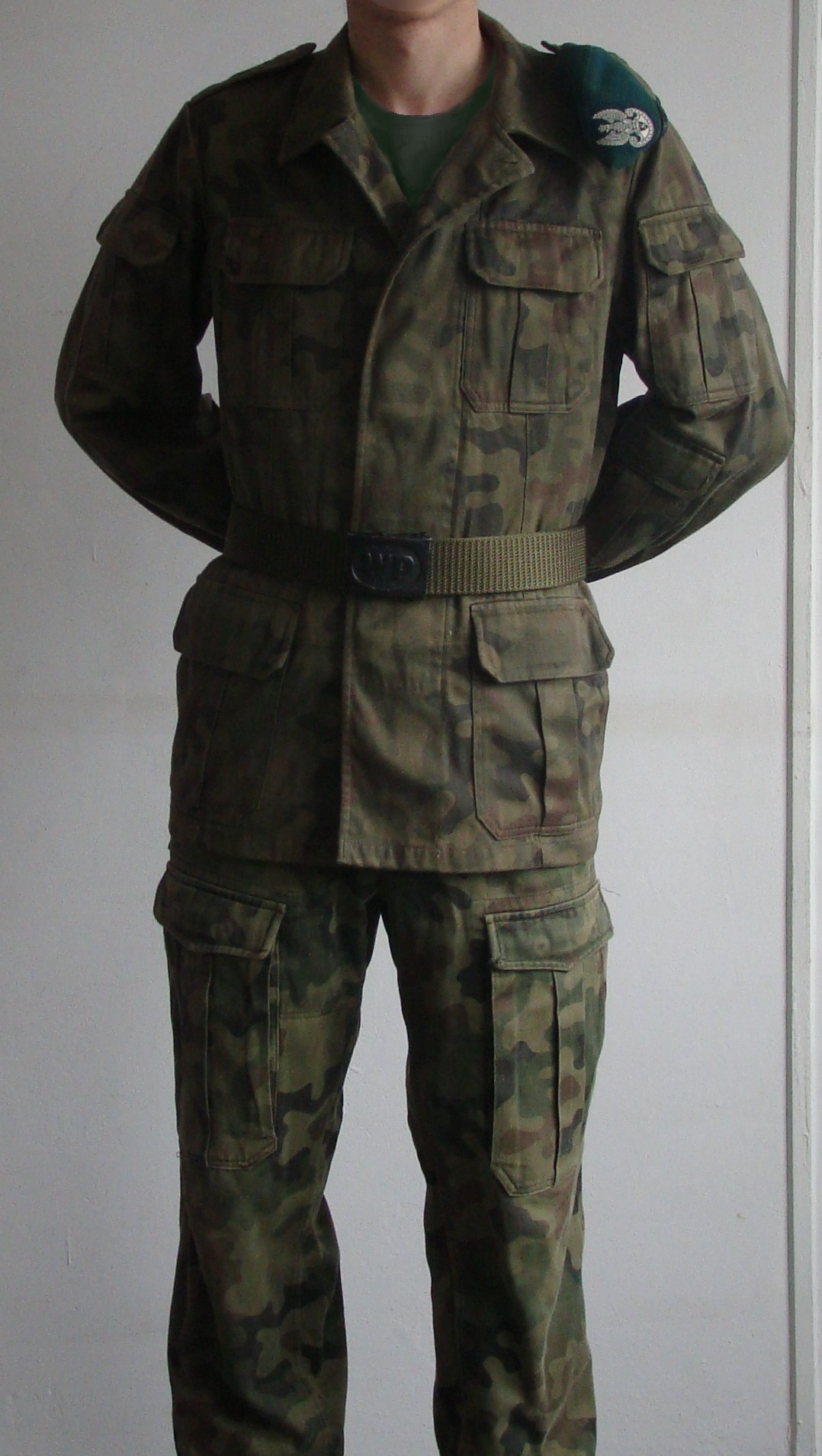
Mundur w kroju wz.127A/MON

Umundurowanie polowe wz. 93 — umundurowanie polowe używane w Siłach Zbrojnych Rzeczypospolitej Polskiej od roku 1993 do obecnych czasów, gdzie zostało całkowicie wyparte z jednostek liniowych przez umundurowanie polowe wz. 2010, lecz jest cały czas używane przez rezerwistów, NSR, żołnierzy służby zasadniczej i przygotowawczej.

## Historia
Na przełomie lat 80. i 90. XX wieku w wyposażeniu żołnierzy Wojska Polskiego pojawiły się mundury polowe wz. 89 w kamuflażu wz. 89 „Puma”. Zastąpiły one używane przez dziesięciolecia mundury w kamuflażu wz. 68, lecz okazały się nie spełniać postawionych założeń. Szybko rozpoczęto prace nad następcą tego wzoru umundurowania. Nowy mundur wraz z kamuflażem został zaprojektowany w 1993 r. przez jednego z oficerów Jednostki Wojskowej GROM. Mundur powstał na potrzeby tej właśnie formacji, zastępując umundurowanie wz.89. Szybko podjęto decyzję, aby wprowadzić go w innych formacjach Wojska Polskiego. W połowie lat 90. XX wieku każdy żołnierz otrzymał mundur w kamuflażu wz. 93 „Pantera”.
W wersji podstawowej letniej składał się ze spodni (które dodatkowo posiadały opcję noszenia szelek) i bluzy. Wyposażono je w kilkanaście kieszeni wszytych lub podpinanych. Latem żołnierze mieli do dyspozycji koszulki z krótkimi rękawami, zimą zaś zimowe kurtki, tzw. bechatki, wyposażone w ocieplające podpinki. Mundury tego typu po raz pierwszy w warunkach bojowych zastosowano w misji pokojowej na terenie byłej Jugosławii (UNPROFOR 1992-1995).
Mundur unowocześniono w 1997 r. i oznaczono go 127A/MON, gdzie główną zmianą, było usunięcie tylnych kieszeni udowych w spodniach. Wzmocniono okolice pośladków i kolan, natomiast krocze wzmocnione zostało poprzez dodanie podszewki. Zmieniono kształt zapięcia kieszeni na nóż. Bluzę zostawiono w stanie niezmienionym.
Do użytkowania wprowadzono wzór 124/MON wykonany w technologii rip-stop. Pod koniec 2003 roku wdrożono do produkcji nowy wzór umundurowania polowego 124Z/MON, również wykonany w technologii rip-stop, który zastąpił używany wzór 124/MON. Głównymi zmianami tego wzoru w stosunku do poprzednika było usunięcie w bluzie kieszeni z dołu rękawa, usunięto ściągacz w pasie oraz zmodyfikowano zapięcia kieszeni, natomiast w spodniach usunięto kieszeń na nóż, wprowadzono dwie kieszenie udowe oraz zmodyfikowano zapięcia kieszeni. Nie użyto tkaniny podszewkowej wewnątrz bluzy. Wariant produkowano od 2003 do 2011 roku, kiedy zastąpiony został przez wzór 123UL/MON (wersja umundurowania polowego wz. 2010). 
Na potrzeby misji między innymi Polskich kontyngentów wojskowych, głównie w Iraku i Afganistanie opracowano pustynną wersję umundurowania wz. 93.
Umundurowanie to było użytkowane nie tylko przez wojsko, ale i przez inne służby podległe Ministerstwu Spraw Wewnętrznych i Administracji. Głównie używany był w Straży Granicznej.

## Krój
Bluza:
Została przeniesiona w niezmienionej formie z poprzedzającego munduru 127/MON. Zapinana na 4 duże guziki, kryte listwą. Posiada możliwość zapięcia pod szyją poprzez mały, kryty guzik. Z przodu na piersi, znajdują się dwie głębokie kieszenie zapinane na średniej wielkości guzik. Poniżej znajdują się analogicznie, dwie takie same kieszenie. Dodatkowe kieszenie zamykane na guziki, znajdują się u góry rękawów po obu stronach, oraz jedna mniejsza kieszeń znajdująca się na wysokości przedramienia u lewego rękawa. Na wysokości bioder znajdują się też 2 głębokie kieszenie zapinane na zamek błyskawiczny.
Spodnie:
Nogawki są zwężane ku dołowi, zapinane na dwa średniej wielkości guziki. Po wewnętrznej stronie pasa znajdują się 4 guziki, niezbędne do przypięcia szelek. Wzmocnienia znajdują się zarówno na pośladkach jak i kolanach. Krocze zostało wzmocnione podszewką. Spodnie posiadają łącznie 5 kieszeni. Dwie wpuszczone poniżej linii pasa, dwie kolejne, nakładane z przodu na wysokości ud, zapinane na dwa średniej wielkości guziki. Piąta kieszenią jest miejsce na stabilne umiejscowienie noża, znajdujące się z tyłu, przy szwie bocznym prawej nogawki.